# Amazonka żółtoszyja
Amazonka żółtoszyja (Amazona auropalliata) – gatunek średniej wielkości ptaka z rodziny papugowatych (Psittacidae). Osiadły. Zamieszkuje Amerykę Centralną: od północno-zachodniej Kostaryki po południowy Meksyk. Krytycznie zagrożony wyginięciem.

## Podgatunki
Międzynarodowy Komitet Ornitologiczny (IOC) wyróżnia trzy podgatunki A. auropalliata:
- A. auropalliata auropalliata (Lesson, 1842) – zamieszkuje wybrzeże Oceanu Spokojnego od stanu Oaxaca (południowy Meksyk) do północno-zachodniej Kostaryki[7]
- A. auropalliata caribaea Lousada, 1989 – Honduras – wyspy Islas de la Bahía – Barbareta i Guanaja
- A. auropalliata parvipes Monroe & T.R. Howell, 1966 – północno-wschodnie wybrzeże Hondurasu do północno-wschodniej Nikaragui[8].

W niektórych ujęciach systematycznych te trzy podgatunki uznawane były za podgatunki amazonki żółtogłowej (A. ochrocephala).

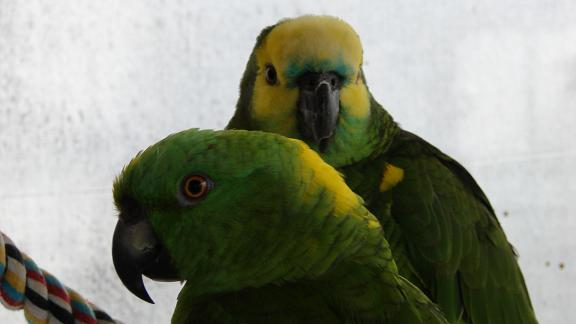
Amazonka żółtoszyja (z przodu) i niebieskoczelna (Amazona aestiva; z tyłu)

## Morfologia

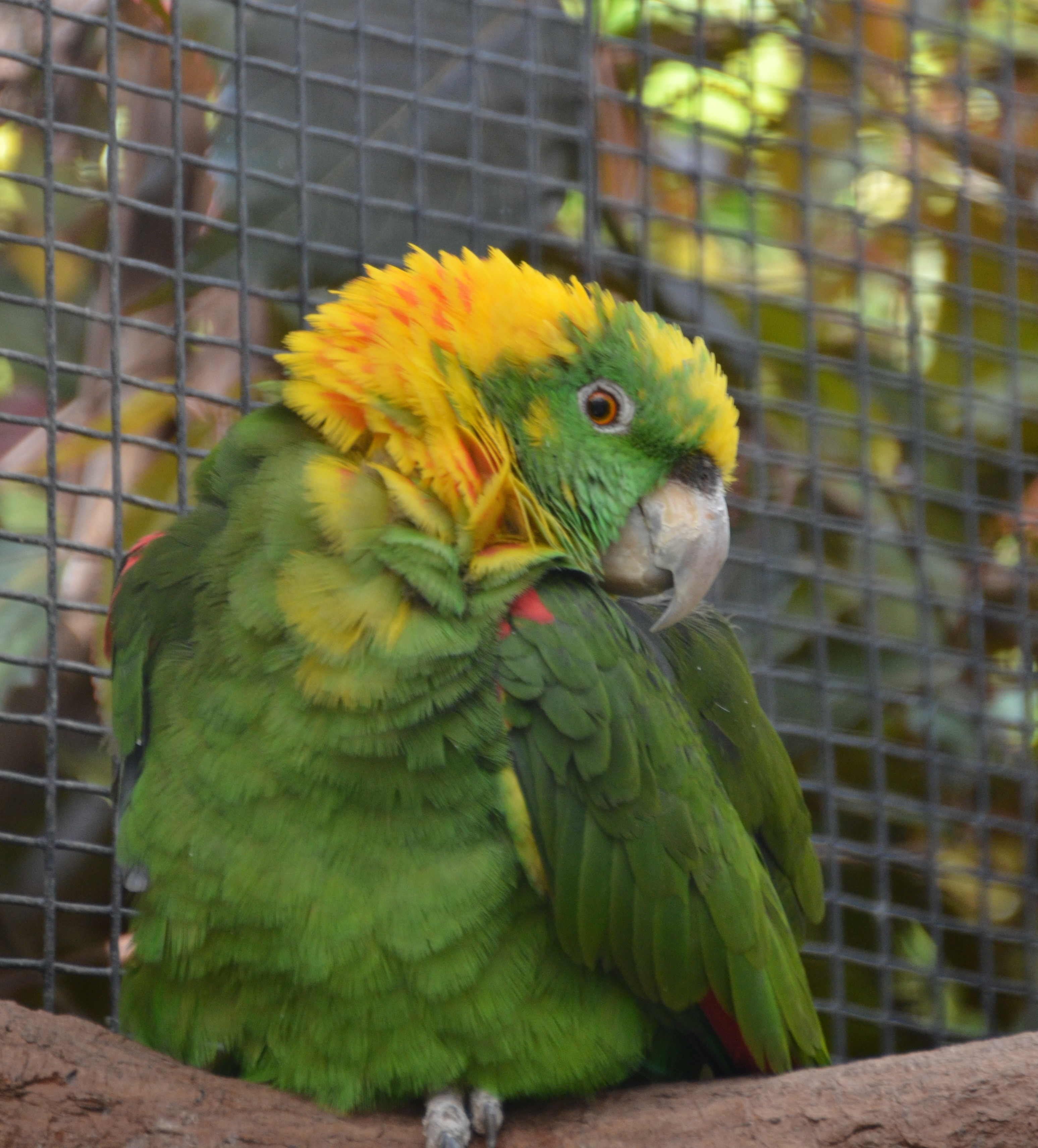
Amazonka żółtoszyja podgatunku A. auropalliata caribaea. Wyraźnie intensywniejszy żółty kolor.

Wygląd zewnętrzny: Brak widocznego dymorfizmu płciowego. Obie płci ubarwione jednakowo, z przewagą zieleni. Stosunkowo niewielka żółta plama w dolnej części karku, kształt zmienny w zależności od osobnika. U podgatunków A. a. parvipes oraz A. a. caribaea bardziej intensywny żółty kolor. Dziób ciemnoszary z jasnymi przebarwieniami na bokach. Upierzenie młodych bez żółtych elementów.
Rozmiary: Długość ciała dorosłego osobnika wynosi ok. 35–36 centymetrów.
Masa ciała: ok. 480–550 g, podaje się również wartość do 680 g.

## Występowanie

### Środowisko
Zamieszkuje głównie tereny leśne, przede wszystkim lasy liściaste lub wiecznie zielone, także lasy suche i zadrzewienia na sawannie. Spotykana również na polanach oraz w namorzynach powyżej poziomu zalewanego w czasie przypływu. Mniejsze znaczenie mają terytoria utworzone sztucznie, np. pastwiska i grunty orne. Bytuje na wysokościach do 600 m n.p.m.

### Zasięg występowania
A. auropalliata występuje przede wszystkim na obszarze leżącym na zachód od wododziału kontynentalnego Ameryki. Zamieszkuje południowy Meksyk (stany Oaxaca oraz Chiapas), Gwatemalę, Salwador, Nikaraguę, północno-zachodnią Kostarykę, Islas de la Bahía i wschodni Honduras. Odnotowano również przypadki, gdzie amazonka żółtoszyja pojawiła się w Belize, jednak nie jest to jej stałe terytorium. Szacuje się, że zasięg występowania tego gatunku obejmuje około 509 000 kilometrów kwadratowych.

## Pożywienie
Amazonka żółtoszyja żywi się nasionami drzew z rodzajów Cochlospermum i Curatella, figami i dojrzewającymi owocami migdałecznika. Czasem spożywa szyszki. Elementy diety tego ptaka to również jagody i orzechy.

## Tryb życia i zachowanie
Ptaki tego gatunku przebywają zazwyczaj w parach lub stadach; większe zgromadzenia obserwowane w miejscach, gdzie znajdują pożywienie, odpoczywają, śpią lub szukają schronienia. Pary osobników utrzymują się przez całe ich życie.

## Rozród
Lęgi wyprowadzane w lutym–marcu.
Jaja: w lęgu od dwóch do czterech owalnych jaj o wymiarach 37 na 30 mm.
Wysiadywanie: trwa ok. 26–28 dni.
Pisklęta: różnią się od osobników dorosłych brakiem żółtych elementów ubarwienia.

## Status zagrożenia i ochrona
Międzynarodowa Unia Ochrony Przyrody (IUCN) od 2021 roku uznaje amazonkę żółtoszyją za gatunek krytycznie zagrożony (CR – critically endangered); wcześniej – od 2017 roku miała status gatunku zagrożonego (EN – endangered), od 2012 roku – gatunku narażonego (VU – vulnerable), a od 1988 roku – gatunku najmniejszej troski (LC – least concern). Trend liczebności populacji silnie spadkowy, w 2020 roku liczebność na wolności szacowano na 1000–2499 dorosłych osobników.
Do głównych zagrożeń należą:
- utrata lub znaczna modyfikacja środowisk naturalnych gatunku ze względu na wylesianie i rozwój rolnictwa,
- kłusownictwo,
- chwytanie osobników z przeznaczeniem do handlu lokalnego i międzynarodowego[3].

Gatunek ten jest wymieniony w Załączniku I konwencji CITES.

## Galeria

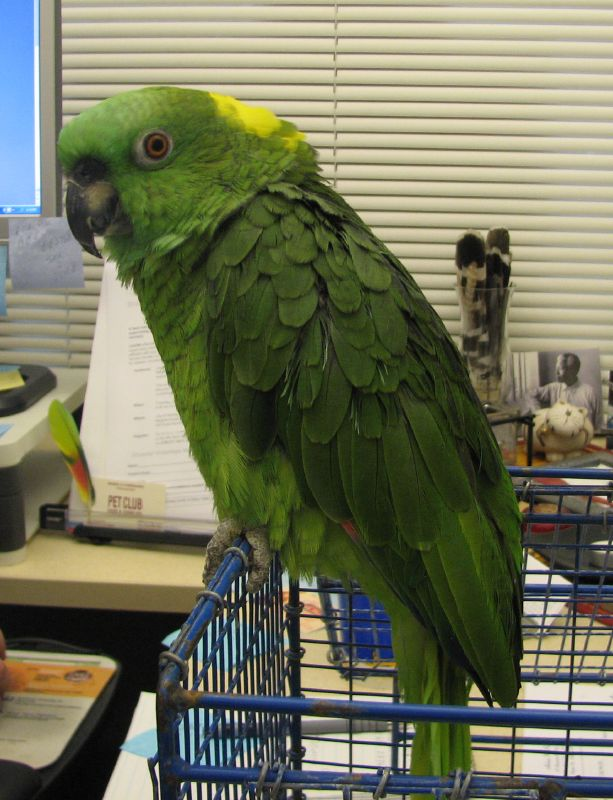
Amazonka żółtoszyja siedząca na klatce
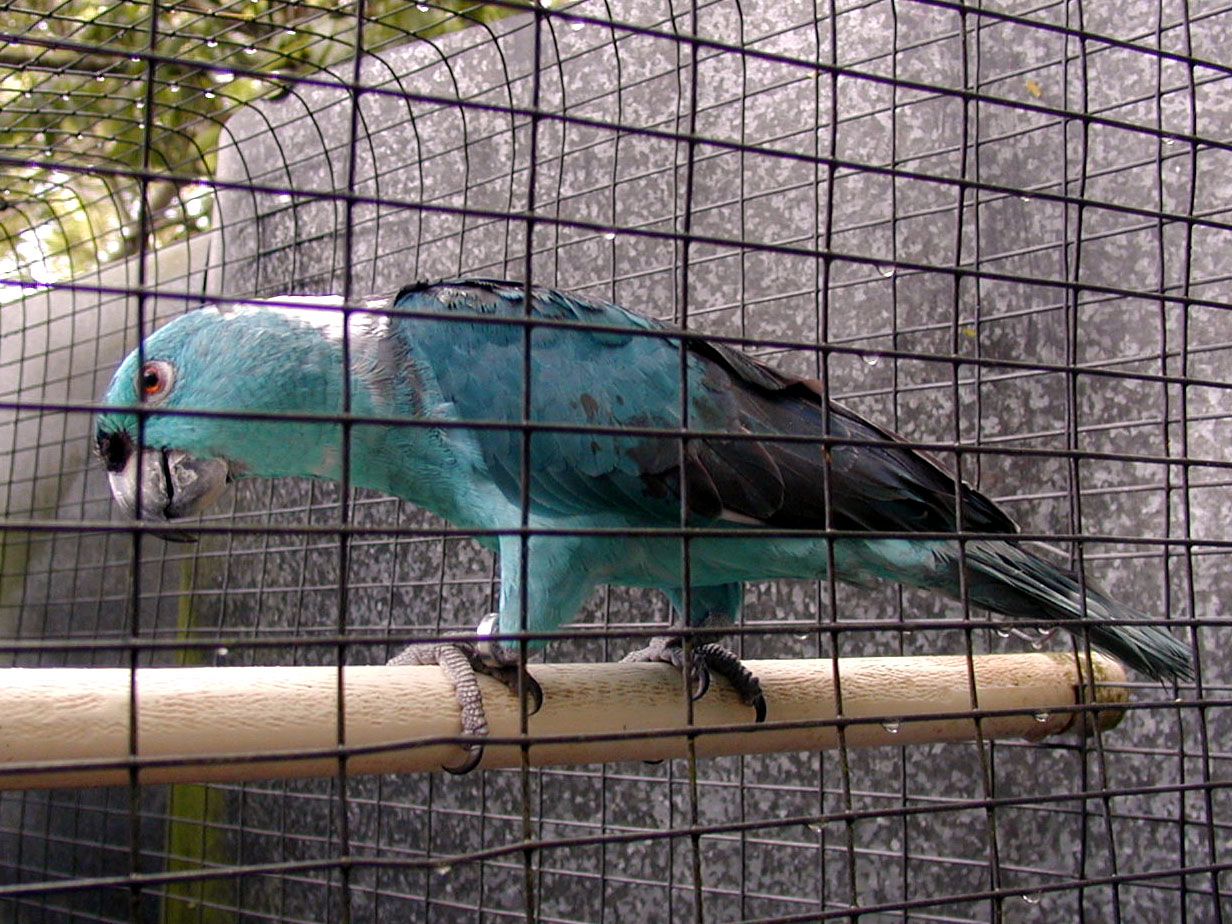
Osobnik z mutacją wpływającą na ubarwienie – tutaj z odcieniem niebieskiego
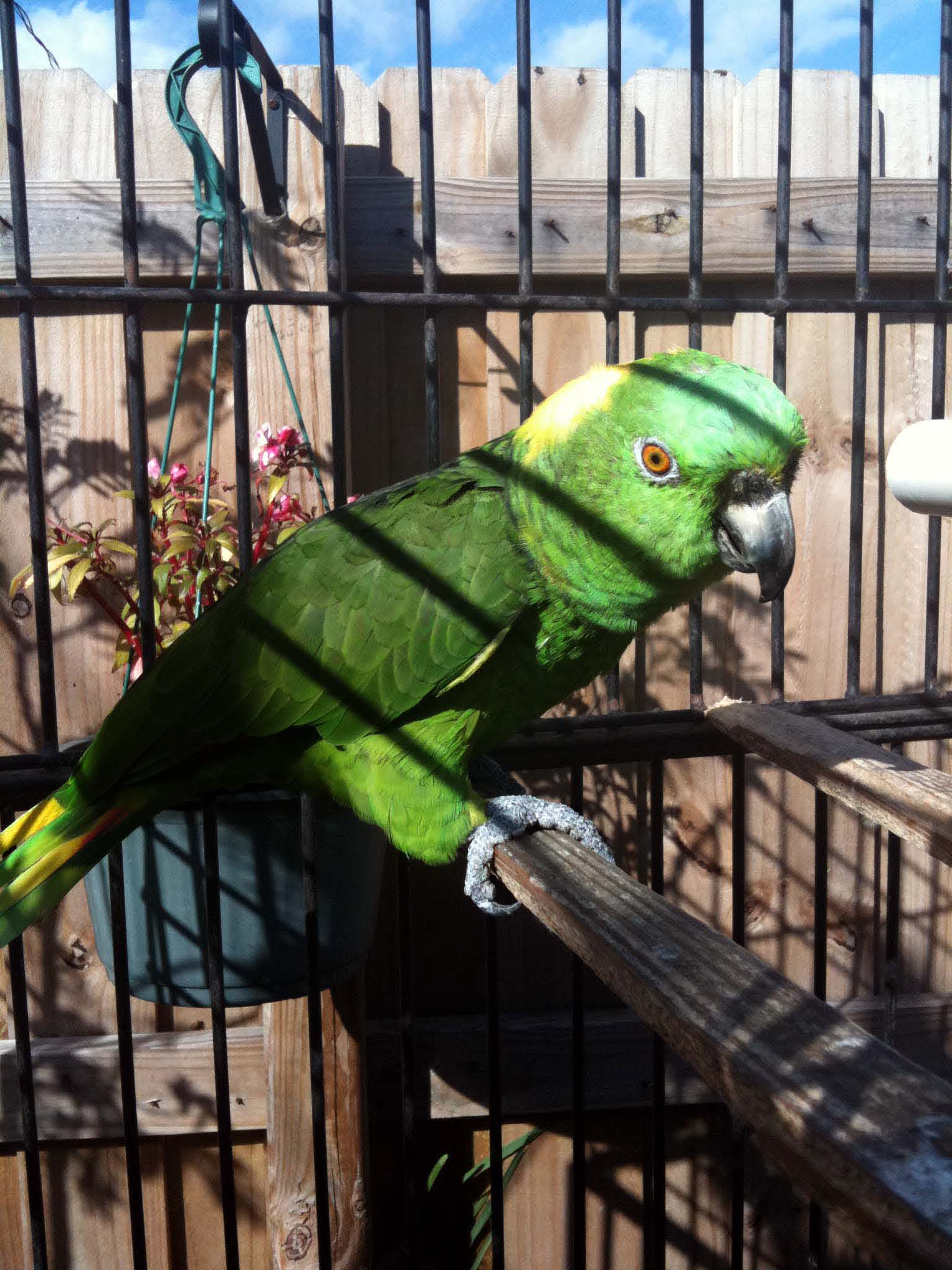
A. auropalliata w niewoli